# Tanzac
Tanzac település Franciaországban, Charente-Maritime megyében. Lakosainak száma 296 fő (2022. január 1.). Tanzac Champagnolles, Gémozac, Givrezac, Jazennes, Mazerolles és Saint-Quantin-de-Rançanne községekkel határos.

## Népesség
A település népessége az elmúlt években az alábbi módon változott:
| Lakosok száma | 288  | 248  | 230  | 256  | 311  | 311  | 312  | 303  | 299  | 296  |
|               | 1968 | 1982 | 1990 | 2006 | 2013 | 2015 | 2017 | 2019 | 2020 | 2022 |